# Suljuktaja turkestanensis
Suljuktaja turkestanensis (лат.) — ископаемый вид цикадовых полужесткокрылых насекомых рода Suljuktaja (семейство Palaeontinidae). Обнаружен в юрских отложениях Таджикистана: (Sulyukta, плинсбахский ярус, возраст около 185 млн лет).

## Описание
Крупного размера ископаемые полужесткокрылые, которые были описаны по отпечаткам, длина переднего крыла 30,9 мм, ширина 20,1 мм. Вид Suljuktaja turkestanensis был впервые описан в 1949 году советским палеоэнтомологом Е. Э. Беккер-Мигдисовой (Палеонтологический институт АН СССР, Москва) вместе с видами Suljuktocossus prosboloides, Karataviella brachynota, Plachutella derupta и другими.
Таксон Suljuktaja turkestanensis включён в состав рода Suljuktaja Becker-Migdisova 1949.